# Agnes Obel
Cet article possède des paronymes, voir Aubel et Obèle.
Agnes Obel, née le 28 octobre 1980 à Gentofte (Danemark), est une autrice-compositrice-interprète et musicienne danoise.
Son premier album Philharmonics, sorti en 2010, est certifié disque d’or (IFPI). En octobre 2011, Agnes Obel remporte le prix European Border Breakers Award 2012. En novembre 2011, elle remporte cinq prix aux Danish Music Awards (en) : meilleur album, meilleure sortie pop, meilleure nouvelle artiste, meilleure interprète féminine et meilleure auteure-compositrice. S'ensuivent les albums Aventine (2013), Citizen of Glass (2016) et Myopia (en) (2020).

## Biographie
Agnes Caroline Thaarup Obel naît le 28 octobre 1980 à Gentofte au nord de Copenhague. Son père était, dans sa jeunesse, un guitariste professionnel. Sa mère pratique le piano et joue souvent les pièces pour enfants de Bartók et Chopin.  Enfant, elle écoute régulièrement les mélodies de Jan Johansson (en). Pianiste de jazz, Jan Johansson reprend au piano des chansons folk traditionnelles en les accompagnant de mélodies d'une grande simplicité. « La musique orchestrale ou symphonique ne m'a jamais spécialement intéressée. J'ai toujours été attirée par les mélodies toutes simples, presque enfantines. (…) J'ai d'ailleurs mis longtemps avant d'écrire des textes, les airs que j'aime me semblent déjà raconter une histoire, projeter des images. »
La chanteuse intègre son premier groupe de rock à l'âge de dix-sept ans. Agnes joue de la basse en faisant quelques petites tournées et enregistre même certains morceaux. Elle suit sa scolarité au lycée Det frie Gymnasium et étudie à l'Université de Roskilde, au Danemark.
En 1994, Agnes Obel apparaît brièvement dans le court-métrage Le Garçon qui marchait à reculons (da) de Thomas Vinterberg, dans lequel son frère Holger Thaarup joue le rôle principal. Elle n’apparaît que dans deux scènes dans lesquelles elle joue une petite écolière et voisine de classe d’Andreas (Holger Thaarup).

## Carrière
Après de vrais débuts dans le groupe danois Sohio, Obel se lance dans une carrière solo en 2009. Agnes Obel écrit, compose et interprète l'intégralité des titres de son premier album Philharmonics sorti en 2010, à l'exception de Close Watch, écrit et arrangé par John Cale. Travaillant principalement seule, elle produit elle-même ses travaux afin de limiter le plus possible les interventions extérieures.
Repéré sur le site MySpace, le titre Just So sera choisi pour la campagne publicitaire de Deutsche Telekom en 2009.

### Philharmonics
Son premier album, Philharmonics est édité par Pias Recordings le 4 octobre 2010 au Danemark ainsi qu'en France et en Allemagne. « La musique est le moyen le plus évident d'exprimer ce que je suis, où j'en suis. Dans la musique, il y a quelque chose d'immédiat, auquel je me sens directement liée. » En ce qui concerne son inspiration, Agnes Obel raconte  : « Les textes viennent de la mélodie, de son atmosphère, du piano (…) Ils parlent aussi de l'incertitude du futur et sans doute du sentiment de solitude, mais sans la colère qui, pour moi, n'est pas un moteur musical ». La photo de couverture de Philharmonics est une référence directe au film d'Alfred Hitchcock, Les Oiseaux (1963).
Philharmonics a reçu d'excellentes critiques notamment de Hugo Cassavetti de Télérama : « Un piano d’une rare délicatesse, une voix pure, d’une élégante sensualité, une petite mélodie à tomber ». Pour lordsofrock.net, Anthony Golay compare le titre Riverside à « une rivière de mélancolie et de tendresse » et ajoute : « toujours des mélodies parfaites pour des films où tout peut chavirer d’un instant à l’autre (Philharmonics, Wallflower) ». Johanna Seban, journaliste aux Inrocks, parle d'une « pureté désarmante » et ajoute : « Il y a, dans ces ballades à la mélancolie profonde, la clarté et la noblesse rassurante des disques de chevet ». James Skinner, journaliste à la BBC, dit quant à lui : « Les harmonies apaisantes d'Obel sont légion et, bien que certains arrangements de Philharmonics apparaissent parfois lugubres, ils sont capables d'envolées lyriques absolument fascinantes ». Enfin, François Mailhes ironise : « Au début du concert, je me suis quand même demandé s’il valait mieux que je m’endorme ou que je me suicide. Je ne m’attendais pas à La Compagnie créole, mais tout de même, Agnès semblait juste sortie d’un congélateur. Mais, c’est un peu comme chez John Cale. Au début on s’ennuie, puis note après note on rentre dans un monde mélancolique, pluvieux, mais agréable ».
De formation classique, Agnès Obel ponctue ce premier album de trois morceaux musicaux purement instrumentaux : Falling and Catching, Louretta, Wallflower. En représentation publique, Obel est accompagnée de la violoncelliste allemande Anna Müller.
Le 19 septembre 2010, Obel participe à la Garage Télérama Session en interprétant trois titres de Philharmonics : Over the Hill, On Powdered Ground et Riverside. Le 24 décembre 2010, elle participe à l'émission Le Live du Figaro et interprète en direct Riverside, Just So et Brother Sparrow. Lors de la promotion de Philharmonics, Agnes Obel réalise une tournée européenne et chante dans plusieurs grandes villes françaises comme Paris, Lyon, Strasbourg, Nancy, Nantes et Rennes.
Le titre Riverside est présent sur les bandes originales des films Submarino, Tango Libre et La Vie domestique, puis reçoit le prix Robert de la meilleure chanson originale 2011. Pour ce qui est des séries télévisées, il figure dans l'épisode no 16 de la saison 7 de Grey's Anatomy : Not Responsible ; dans l'épisode no 4, saison 1, intitulé Duplicity de la série Revenge ; dans l'épisode no 12 de la saison 1 de Ringer, intitulé What Are You Doing Here, Ho-Bag?; dans l'épisode no 2 de The Mist : Withdrawal lors de sa diffusion en juin 2017 ; et enfin dans l'épisode no 2 de la saison 1 de la série danoise The Rain diffusée sur Netflix.
Le titre Close Watch figure dans l'épisode no 19 de la saison 2 de Lost Girl : Truth and Consequences.
Le titre Familiar figure dans la série Dark diffusée sur Netflix

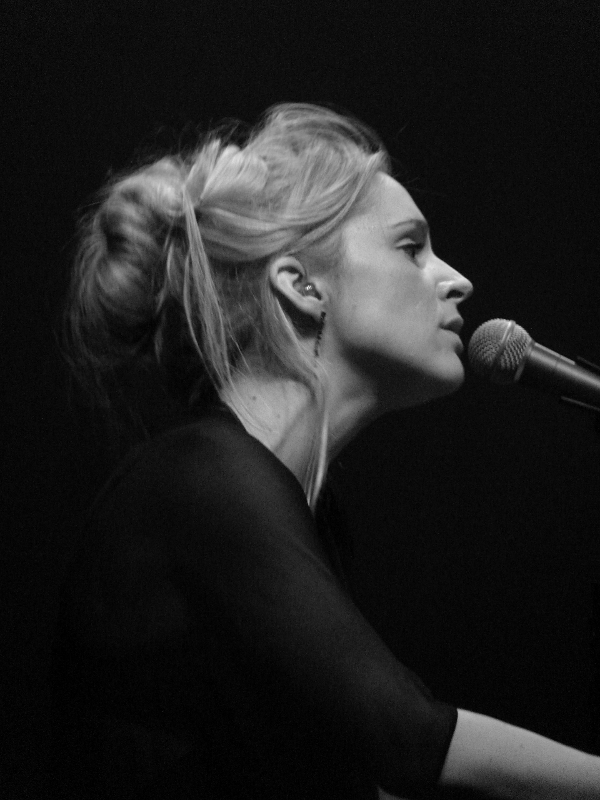
Agnes Obel au Cirque Royal, Bruxelles (2011).

Peu de temps après sa sortie, Philharmonics prend la 4e place des meilleures ventes au Danemark. Il reste, durant six semaines consécutives, no 1 des ventes d'album dans le pays. L'album est certifié Disque d'Or par l'International Federation of the Phonographic Industry (IFPI).
En octobre 2011, Agnes Obel remporte le prix European Border Breakers Awards 2012. Cette récompense salue les artistes qui ont réussi à atteindre des publics au-delà de leur pays d'origine, par leur talent et leur énergie.
En novembre 2011, Agnes Obel remporte la majorité des prix musicaux aux Danish Music Awards (en) : Meilleur album, Meilleure sortie Pop, Meilleure nouvelle artiste, Meilleure interprète féminine et meilleure auteure-compositrice.

### Philharmonics - Version Deluxe
Le 7 février 2011, et à la suite du succès critique et public de Philharmonics, l'éditeur Pias Recordings sort en exclusivité sur iTunes une Version Deluxe de l'album.
Philharmonics - Version Deluxe propose onze titres inédits. Six enregistrements live à Copenhague de Smoke & Mirrors (chanson inédite), Katie Cruel (reprise de Karen Dalton), Sons and Daughters (chanson présente uniquement sur l'EP de Riverside), Louretta, Philharmonics et Close Watch, ainsi que cinq versions instrumentales de Avenue,  Riverside, Brother Sparrow, Just So et On Powdered Ground.

### Aventine
À partir de l'été 2011, Agnes Obel travaille sur un nouvel album  : « Ce seront des mélodies écrites qui ne tiennent pas à ce que j'ai pu vivre adolescente (ou à Berlin) et que j'ai composées seule. Je débuterai l'enregistrement cet été lorsque je pourrai faire une pause dans ma tournée. » L'artiste ajoute  : 
Un premier single, The Curse, sort le 20 août, accompagné d'un clip sobre en noir et blanc. Titre qui sera repris au générique de la mini-série diffusée sur Arte, "Au-delà des murs". Et son deuxième album, Aventine, paraît en septembre. Il est disque d'or au Danemark en octobre 2013, et en France Aventine est entré directement à la deuxième place du top albums.
La chanson Fuel to fire de cet album se retrouve dans l’épisode final de la saison 4 de la série espagnole populaire Élite. Elle sert également de générique à la mini série britannique en deux saisons Vigil.
On retrouve aussi dans le premier épisode de la série populaire Euphoria la chanson « Run cried the crawling ».
Quant à « September song », elle se retrouve dans la majorité des épisodes de la saison 1 de la série populaire Big Little Lies de Jean-Marc Vallée.
« The curse » se retrouve dans le teaser trailer PS4 du jeu The Long Dark sur YouTube.
Dans la série The Originals on retrouve « Smoke & Mirrors » au cours de la saison 2 et « Fuel to fire » dans la saison 1.

### Citizen of Glass
Le single Familiar sort le 5 juillet 2016. La chanteuse interprète ce titre en « duo » avec elle-même, la seconde voix, plus masculine, étant transformée. L'album Citizen of Glass paraît en France le 21 octobre 2016.
Familiar est la chanson du générique de la série canadienne Cardinal, est présente dans l'épisode 3 de la série allemande Dark, et est aussi utilisée dans la bande-annonce du jeu vidéo Dark Souls III: Fire Fades Edition. It’s Happening Again fait partie de la bande sonore de l’épisode 1 de la saison 2 de la série Dark.

### Myopia
Le quatrième album d’Agnès Obel est sorti le 21 février 2020.
La chanson « Broken Sleep » de cet album est utilisée dans l’épisode 2 de la saison 3 de Dark.

## Discographie

### Singles
- 2010 : Riverside
- 2010 : Just So
- 2011 : Brother Sparrow
- 2013 : The Curse
- 2013 : Fuel To Fire
- 2013 : Dorian
- 2014 : Aventine
- 2014 : Words Are Dead
- 2016 : Familiar
- 2016 : Golden Green
- 2016 : It’s Happening Again
- 2017 : Stretch Your Eyes
- 2018 : Poem about death
- 2019 : Island of Doom
- 2020 : Broken Sleep
- 2020 : Camera’s Rolling

## Influences
Son style s'inspire autant de musiciens français comme Claude Debussy, Maurice Ravel ou Erik Satie que d'auteurs-compositeurs plus contemporains comme Joni Mitchell, Kate Bush, Roy Orbison, Elliott Smith. Erik Satie a largement influencé l'atmosphère de son premier album : « Je suis une très grande admiratrice de son travail sur les silences. J'aime aussi la manière dont il use de séquences répétitives, presque hypnotiques. Cela donne des morceaux extrêmement forts, à la fois calmes et puissants… ».
Parmi les autres artistes qui eurent une influence certaine sur son univers : les photographes aux styles épurés comme Sibylle Bergemann, Robert Mapplethorpe et Tina Modotti. Edgar Allan Poe, poète du macabre et du fantastique, reste son écrivain préféré.

## Vie privée
Depuis 2005, Agnes Obel vit à Berlin avec son compagnon, Alex Brüel Flagstad, également réalisateur de ses clips, et son chien.

## Reprises
Toutes les chansons de Philharmonics, hormis Close Watch (de John Cale) et Katie Cruel (une chanson folk américaine d'origine écossaise), sont des travaux originaux. Close Watch est une reprise très personnelle de I keep a Close Watch : John Cale (1983). Dans l'album Live in Paris, sorti le 11 avril 2011 et disponible sur iTunes, Agnes Obel reprend la chanson d'Elliot Smith : Between The Bars (1997).
En 2017, lors des Victoires de la musique, elle interprète en hommage à Leonard Cohen, Hallelujah.
Le rappeur belge Damso lui fait une référence dans le titre Exutoire de son album Batterie Faible : « Le cœur sur une plaque allumée j’écoute Agnes Obel », l'instrumental de ce morceau est d'ailleurs un sample du morceau Philarmonics d'Agnes Obel.

## Autres travaux
Thomas Vinterberg fait appel à Agnes Obel pour la bande originale du film Submarino (2009) pour laquelle elle fournit trois chansons. Selon Hugo Cassavetti, Submarino est un film oppressant « dont le seul instant d'enchantement provient des notes et du chant aérien d'Agnes dans Riverside ».